# Amal El-Mohtar
Amal El-Mohtar (ur. 13 grudnia 1984 w Ottawie) – kanadyjska pisarka fantastyczna, krytyczka i poetka libańskiego pochodzenia. Laureatka nagród: Nebula, Hugo oraz Locusa, głównie za krótkie formy.

## Życiorys
Jej rodzice pochodzą z Libanu. Urodziła się i wychowała w Ottawie, gdzie mieszka do dziś, z wyjątkiem dwóch lat spędzonych w Libanie, dokąd wyjechała z rodziną mając 6 lat. Ma młodsze rodzeństwo. W 2015 poślubiła Stuarta Westa.
Wykłada kreatywne pisanie na Carleton University (gdzie obecnie robi doktorat z języka angielskiego) oraz University of Ottawa.
Od 2018 jest recenzentką książek science fiction i fantasy w „New York Times Book Review”.
Jako sposoby spędzania wolnego czasu podaje picie herbaty, podnoszenie ciężarów, grę na harfie i ręcznie pisanie listów do przyjaciół.

## Twórczość
Zadebiutowała w 2006 krótką formą The Crow’s Caw.

### Krótkie formy
- Song for An Ancient City (2008),
- Peach-Creamed Honey (2010),
- The Green Book (2010)
- Turning the Leaves (2013),
- The Truth About Owls (2014),
- Madeleine (2015),
- Pockets (2015),
- Seasons of Glass and Iron (2016),

### Dłuższe formy
- Tak właśnie przegrywasz Wojnę Czasu (This Is How You Lose the Time War 2018, współaut. Max Gladstone(inne języki), wyd. pol. Uroboros 2023)

### Zbiór krótkich form
- The Honey Month (2010).

## Nagrody
- Tak właśnie przegrywasz Wojnę Czasu – Nagroda Nebula za najlepsze opowiadanie 2019, Nagroda Hugo za najlepsze opowiadanie 2020, Nagroda Locusa za najlepsze opowiadanie 2020,
- Pora szkła, pora żelaza – Nagroda Nebula za najlepszą miniaturę literacką 2016, Nagroda Hugo za najlepszą miniaturę literacką 2017, Nagroda Locusa za najlepszą krótką formę 2017,
- The Truth About Owls – Nagroda Locusa za najlepszą krótką formę 2015.

Zdobyła ponadto kilkakrotnie Rhysling Award, nagrodę przyznawaną za najlepszy wiersz roku w gatunku science fiction, fantasy lub horror.